# Klinkbach
Der Klinkbach ist ein linker Zufluss der Ruwer im Landkreis Trier-Saarburg in Rheinland-Pfalz, Deutschland.
Er hat eine Länge von 5,366 Kilometern, ein Wassereinzugsgebiet von 10,627 Quadratkilometern und die Fließgewässerkennziffer 265654.
Der Klinkbach entspringt im Pascheler Ortsbereich des Weilers Steinbachweier, durchfließt den Steinbachweiher an der Bundesstraße 268 (Trier—Saarbrücken), unterquert diese und fließt am Benrather Hof und an Paschel vorbei und mündet in der Nähe der Burg Heider Mühle in die Ruwer.
Das Naturschutzgebiet Klinkbachtal hat eine Größe von etwa 140 Hektar und umfasst Teile der Gemarkungen Lampaden, Paschel, Schömerich und Hentern. 